# 梧里駅

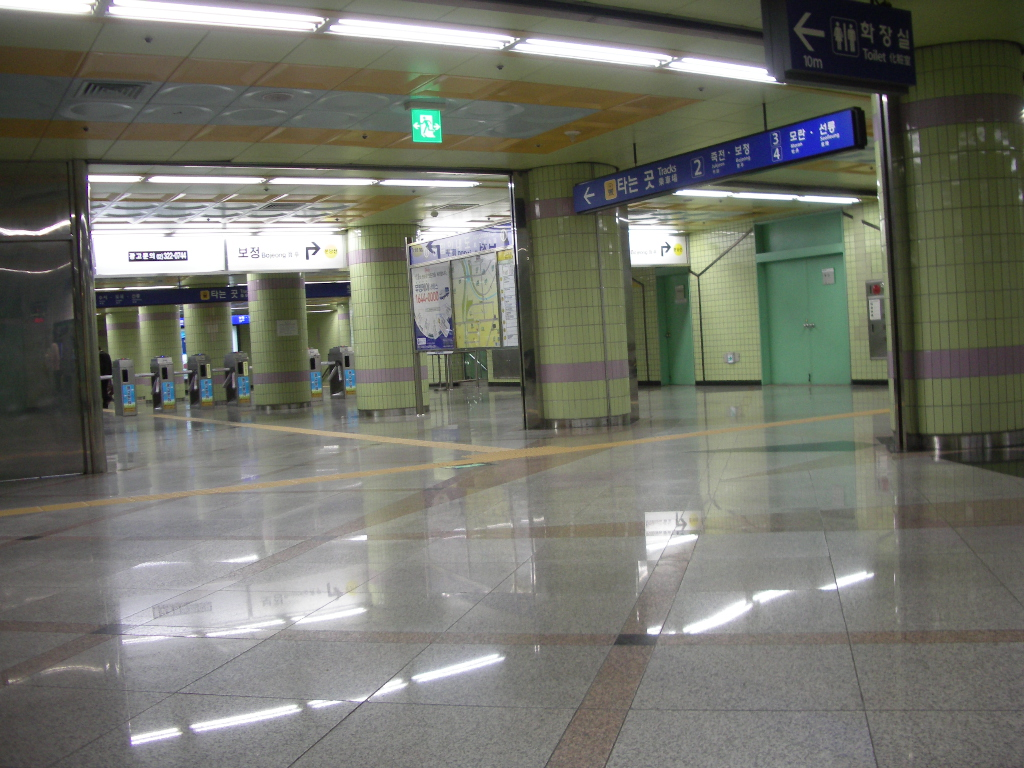
改札階

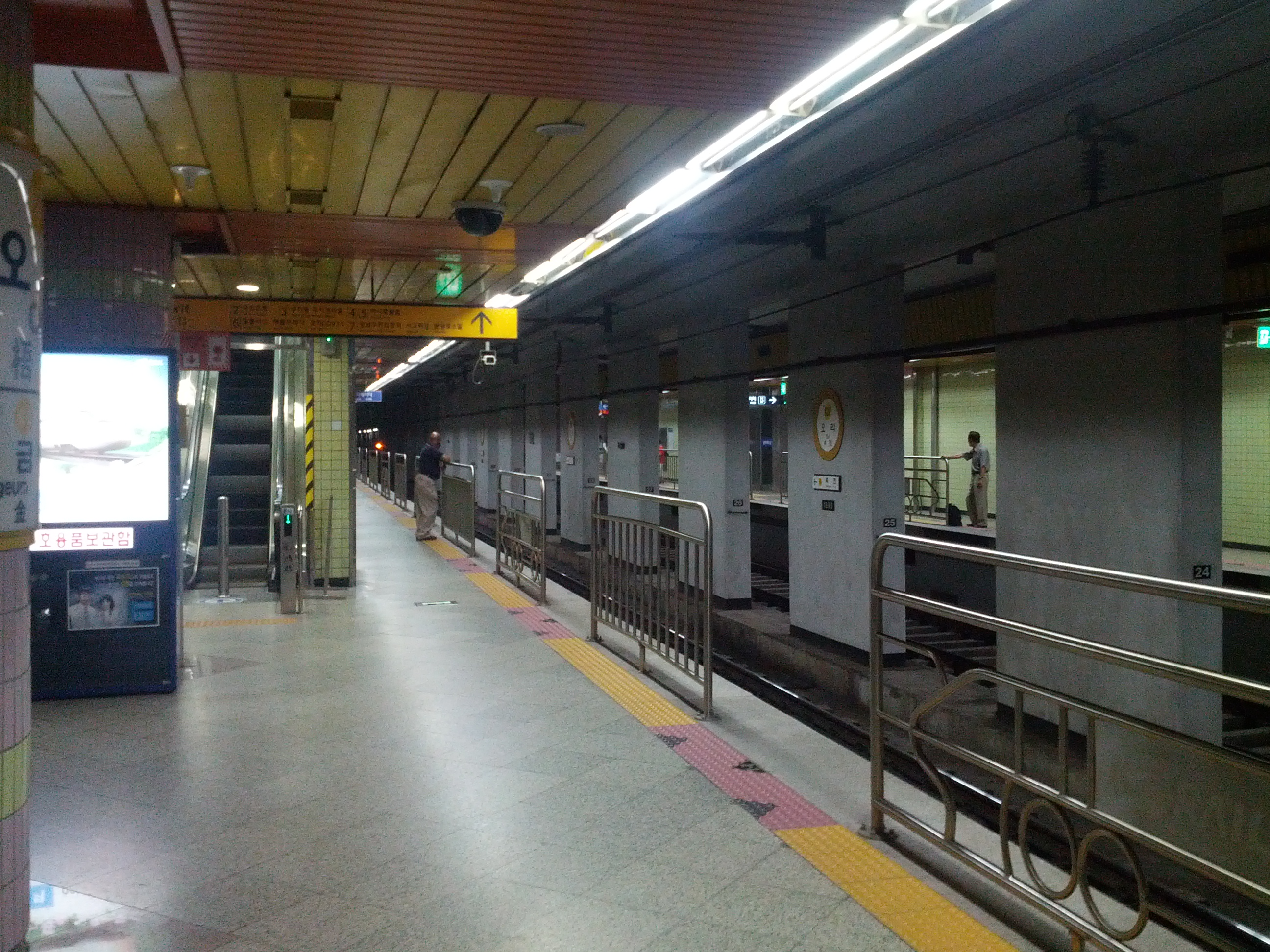
プラットホーム

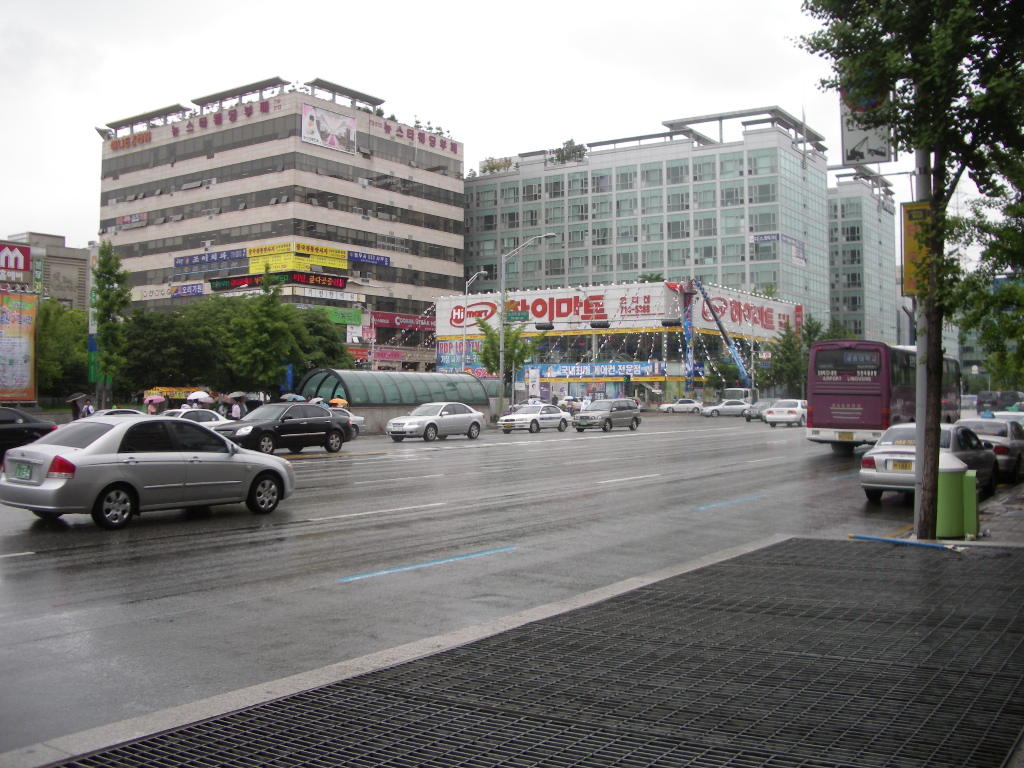
駅周辺の様子

梧里駅（オリえき）は大韓民国京畿道城南市盆唐区九美洞にある、韓国鉄道公社（KORAIL）盆唐線の駅。駅番号は(K232)。

## 駅構造
島式ホーム2面4線の地下駅。地下駅で2面4線の規模は韓国の地下鉄においては初の事例であった。当初、外側2線を盆唐車両事務所の入出庫線路、内側2線を龍仁市方面の地下宝亭駅（地上に出ず）に直結させる予定だったが、予算の問題や計画の変更により白紙となった。
改札口は美金側と竹田側の2つの改札口がある。出口は7番まである。76台収容可能な地下駐車場を併設している。

### のりば
| 1・2 | 盆唐線 | 竹田・器興・水原方面   |
| 3・4 | 盆唐線 | 亭子・宣陵・往十里方面 |

## 利用状況
近年の一日平均利用人員推移は下記のとおり。
| 路線   | 路線     | 2000年 | 2001年 | 2002年 | 2003年 | 2004年 | 2005年 | 2006年 | 2007年 | 2008年 | 2009年 | 備考  |
| ------ | -------- | ------ | ------ | ------ | ------ | ------ | ------ | ------ | ------ | ------ | ------ | ----- |
| 盆唐線 | 乗車人員 | 6,993  | 9,948  | 14,246 | 17,660 | 16,821 | 15,811 | 16,297 | 17,525 | 16,883 | 12,951 | [ 2 ] |
| 盆唐線 | 降車人員 | 4,623  | 7,012  | 13,555 | 12,262 | 11,552 | 12,116 | 12,612 | 14,190 | 14,689 | 11,370 | [ 2 ] |
| 路線   | 路線     | 2010年 | 2011年 | 2012年 | 2013年 | 2014年 | 2015年 | 2016年 | 2017年 | 2018年 | 2019年 | 備考  |
| 盆唐線 | 乗車人員 | 12,977 | 13,805 | 15,100 | 16,403 | 16,404 | 16,078 | 14,859 | 14,348 | 13,581 | 12,924 | [ 2 ] |
| 盆唐線 | 降車人員 | 11,379 | 11,875 | 12,816 | 13,417 | 13,831 | 13,564 | 12,465 | 11,949 | 11,461 | 11,010 | [ 2 ] |

## 駅周辺
当駅は城南大路の真下に位置する。駅の南側100mほど行くと龍仁市に入る。
- 東星交通車庫
- 韓国都市住宅公社梧里社屋・京畿地域本部
- 農協ハナロクラブ城南店
- ホームプラス盆唐梧里店
- CGV梧里店
- ハイマート梧里店
- 城南郵便集中局
- ネオヴィズ
- 炭川
- 東幕川
- 九美初等学校

## 歴史
- 1994年9月1日 - 水西-梧里区間の開通とともに開業。
- 2009年1月1日 - 当駅止まりの電車を全て竹田行に変更したため、当駅止まり電車が廃止となる。
- 2013年11月30日 - 急行の停車駅となる。

## 隣の駅
韓国鉄道公社
盆唐線
急行・緩行
美金駅 (K231) - 梧里駅 (K232) - 竹田駅 (K233)